# Gustav Lundbäck
Gustav Lundbäck (27 de marzo de 1993) es un deportista sueco que compitió en esquí alpino. Ganó una medalla de bronce en el Campeonato Mundial de Esquí Alpino de 2017 en la prueba de equipo mixto. 

## Palmarés internacional
| Campeonato Mundial | Campeonato Mundial   | Campeonato Mundial | Campeonato Mundial |
| Año                | Lugar                | Medalla            | Prueba             |
| ------------------ | -------------------- | ------------------ | ------------------ |
| 2017               | Sankt Moritz (Suiza) | Medalla de bronce  | Equipo mixto       |